# Mordella lepida
Mordella lepida is een keversoort uit de familie spartelkevers (Mordellidae). De wetenschappelijke naam van de soort is voor het eerst geldig gepubliceerd in 1868 door Redtdenbacher.